# محمد العميري
محمد العميري ، لاعب كرة قدم بحريني سابق. لعب مع منتخب البحرين لكرة القدم.

## كأس الخليج1986
وقد سجل هدف في مرمى منتخب الكويت لكرة القدم.